# Stora Tuna
Stora Tuna ist eine ehemalige schwedische Gemeinde in der historischen Provinz Dalarna. Sie bestand von 1863 bis 1972. Hauptort der Gemeinde war Romme.
Innerhalb der Gemeinde Stora Tuna war der Ort Borlänge nur ein kleiner Flecken. Erst mit der Ansiedlung von Industriebetrieben und dem Eisenbahnanschluss wuchs Borlänge kräftig und wurde 1891 aus der Gemeinde Stora Tuna ausgegliedert. Die Gemeinde ging 1972 schließlich in die Gemeinde Borlänge auf und Romme ist heute ein Stadtteil von Borlänge.
Der heutige Dala Airport liegt auf dem ehemaligen Gemeindegebiet von Stora Tuna.

## Galerie

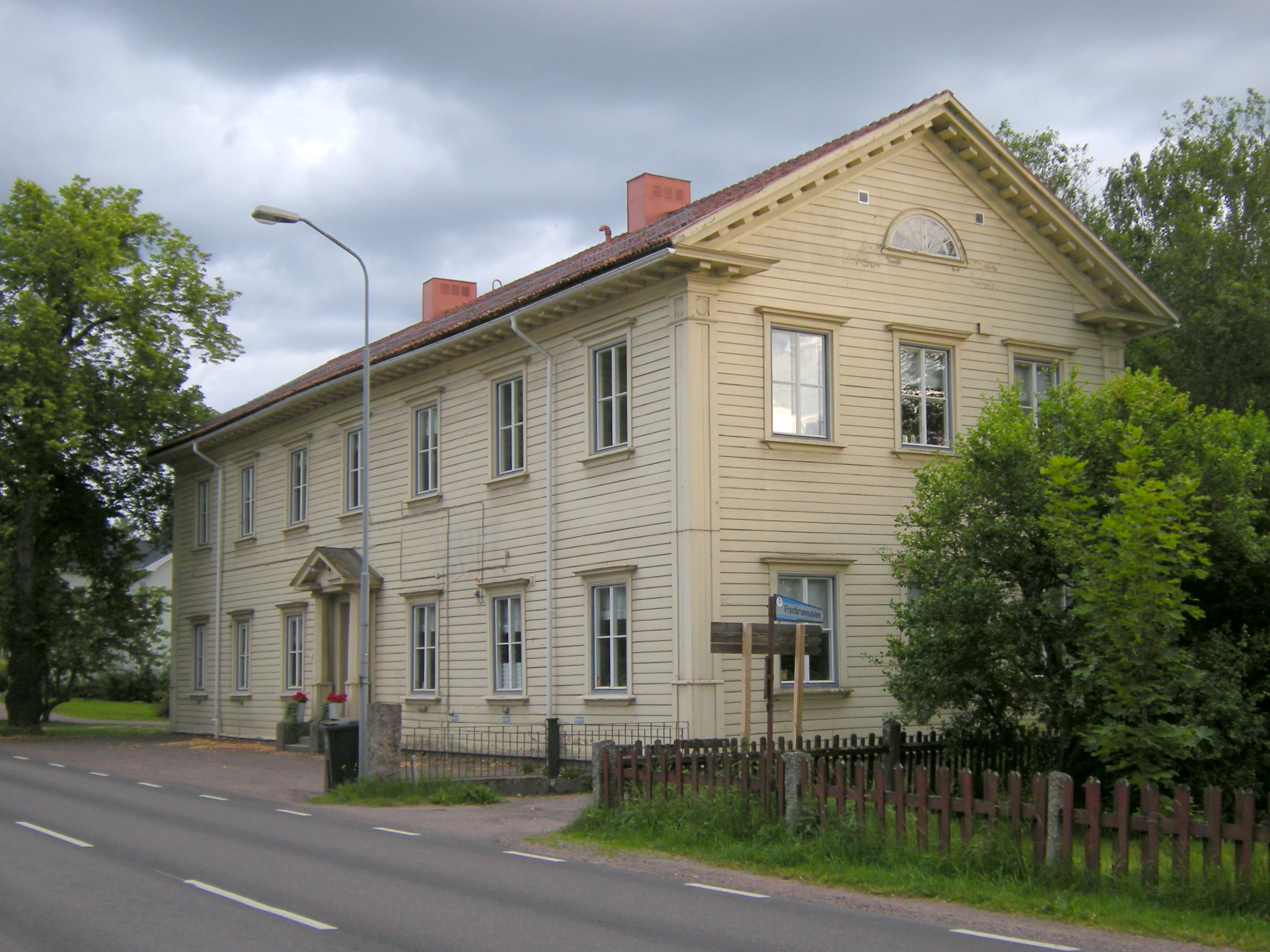
Die ehem. Gemeindeverwaltung in Romme
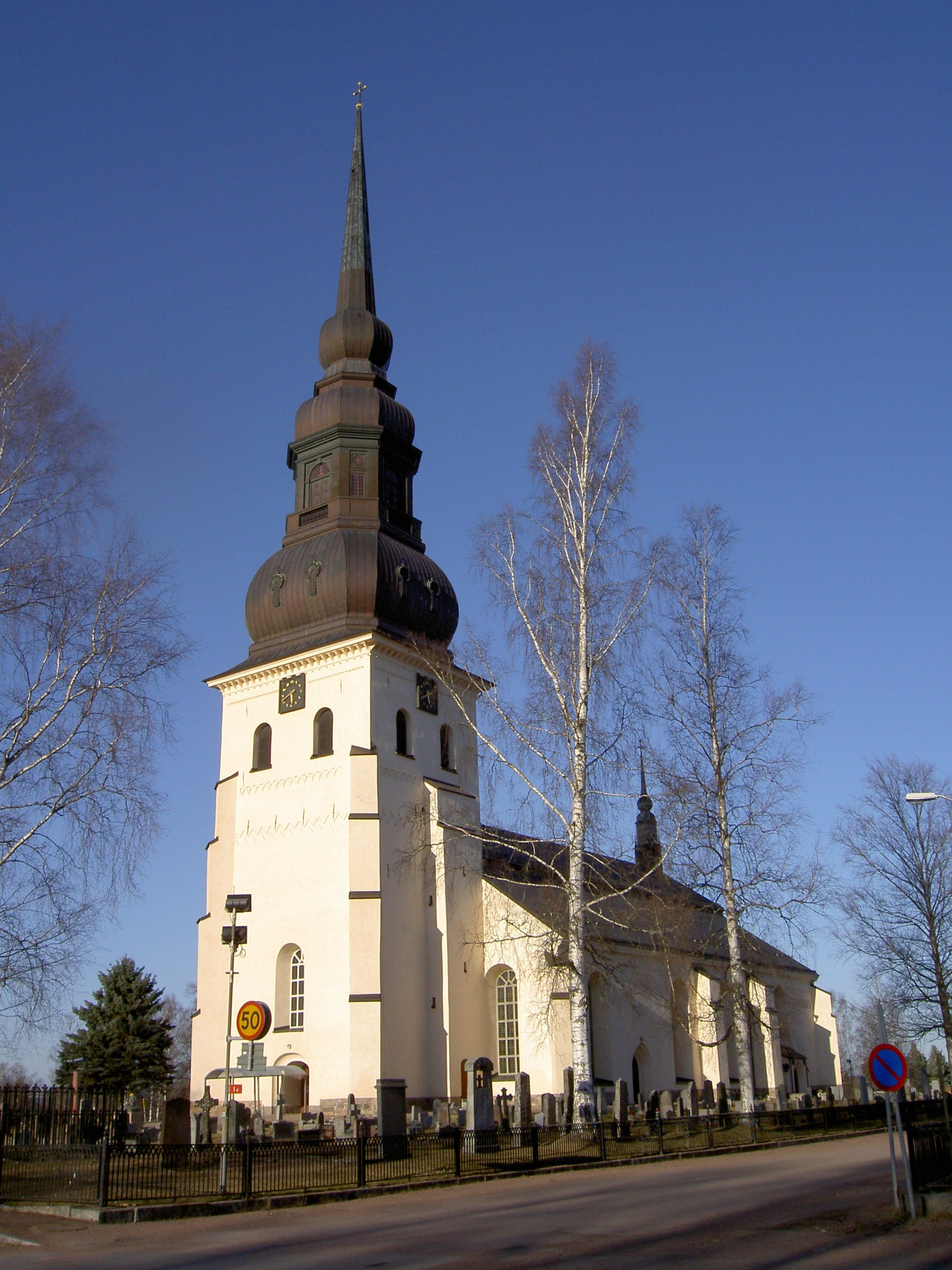
Die Kirche Stora Tuna war als Bischofssitz vorgesehen
Wappen von Stora Tuna
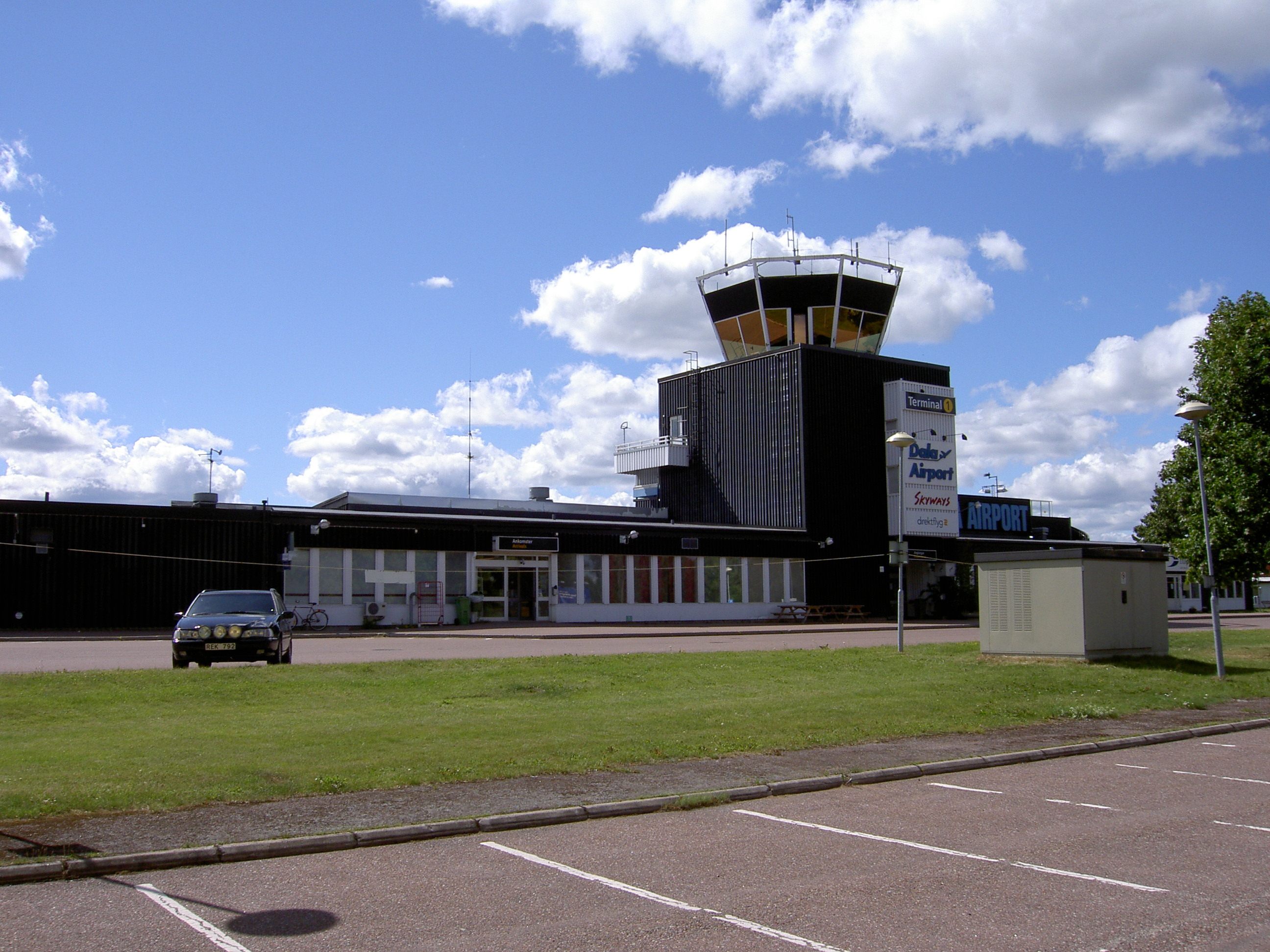
Dala Airport

## Persönlichkeiten
- Olle Lanner (1884–1926), Turner
- Lars Olsson (* 1944), Skirennläufer